# Wołosań
Wołosań (Patryja; 1071 m n.p.m.) – szczyt w Bieszczadach Zachodnich, najwyższy w paśmie Wysokiego Działu.

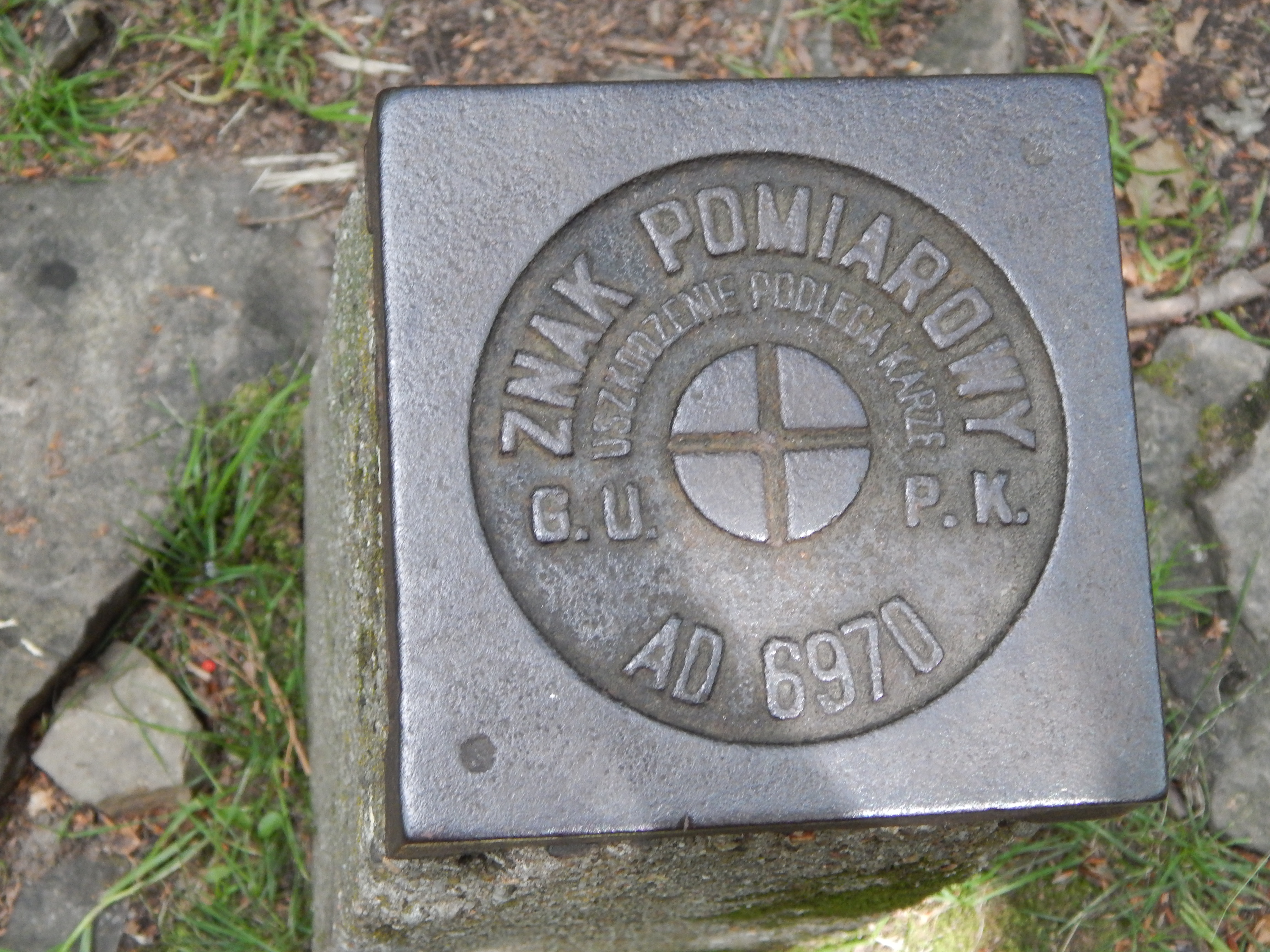
Znak pomiarowy na szczycie Wołosania

Leży w południowo-wschodniej części Wysokiego Działu, w jego głównym grzbiecie, który na tym odcinku przebiega z północnego zachodu na południowy wschód. Od południowego wschodu sąsiaduje z Sasowem (1010 m n.p.m.), natomiast na północnym zachodzie grzbiet łagodnie opada na nienazwaną przełęcz (928 m n.p.m.), za którą wznosi się Jaworne (992 m n.p.m.). Nieco na południe od wierzchołka znajduje się zwornik dla odbiegającego na południe grzbietu kulminującego w Przysłopie (1006 m n.p.m.), a następnie opadającego na przełęcz Przysłup (749 m n.p.m.), gdzie łączy się z pasmem granicznym. Około 1,2 km na północny zachód od Wołosania jest drugi punkt zwornikowy wysyłający ku południowemu zachodowi odnogę ze szczytem o nazwie Babinka lub Iwanica (944 m n.p.m.).
Północno-wschodnie stoki odwadnia Jabłonka mająca tam źródło, grzbietem Przysłopu przebiega zaś dział wodny pomiędzy zlewniami Osławy na zachodzie oraz Solinki po stronie wschodniej. Stoki są prawie w całości porośnięte lasem, jedynie w pobliżu wierzchołka jest kilka polan. Jedna z nich, usytuowana na południowy wschód od szczytu, jest punktem widokowym.
Wołosań znajduje się na obszarze Ciśniańsko-Wetlińskiego Parku Krajobrazowego. Na szczycie znajdowała się wieża, z której można było zobaczyć m.in. pasmo Łopiennika, Hyrlatą i Matragonę.

## Piesze szlaki turystyczne
Główny Szlak Beskidzki na odcinku Komańcza – Cisna
- z Cisnej 3.45 h (↓ 2.45 h)
- z przełęczy Żebrak 2.20 h (↓ 1.45 h), z Chryszczatej 3.35 h (↓ 3.10 h), z Komańczy 7.05 h (↓ 6 h)

 Żubracze – Wołosań
- z Żubraczego 1.45 h (↓ 1.15 h)